# São Paulo Athletic Club
O Clube Atlético São Paulo, fundado originalmente como São Paulo Athletic Club e mais conhecido pelo acrônimo SPAC, é um clube desportivo brasileiro da cidade de São Paulo. Fundado em 1888 por imigrantes ingleses, é o clube esportivo mais antigo da cidade. Suas cores oficiais são o azul claro e o branco.
Desde sempre um defensor do esporte amador, o SPAC foi formado inicialmente para a prática do críquete, esporte favorito da colônia inglesa na época. O São Paulo Athletic Club teve a primeira equipe de futebol do Brasil, criada em 1895, por iniciativa do sócio do clube Charles Miller. O time de futebol do SPAC ficou ativo apenas até 1912, acumulando quatro conquistas do Campeonato Paulista (incluindo a primeira edição) até então.
O SPAC também foi pioneiro no rúgbi brasileiro. Foi o primeiro campeão brasileiro do esporte e é o clube que mais vezes venceu o Campeonato Brasileiro de Rugby XV, com 13 títulos.

## História

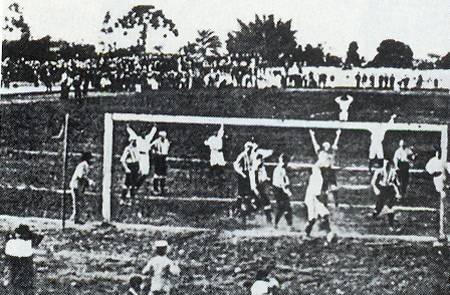
São Paulo Athletic Club e Club Athletico Paulistano na final do Campeonato Paulista de 1902 (2x1), primeiro estadual jogado no Brasil.

O São Paulo Athletic Club foi fundado no dia 13 de maio de 1888, em um bar na rua São Bento, por um grupo de engenheiros da São Paulo Railway e comerciários descendentes de britânicos. Os seis fundadores foram William Snape, William Speers, William Fox Rule, Peter Miller, Percy Lupton e Charles Walker. Snape foi o primeiro presidente do clube. As primeiras modalidades praticadas no novo clube eram principalmente o críquete, mas também o golfe e bowls. O local para a prática dos esportes era a Chácara Dulley, no Bom Retiro, que fora cedido pela família Dulley para o uso esportivo. O futebol começou a ser praticado em 1895 por iniciativa de Charles Miller, um dos sócios do clube.
A sede do clube, localizada no bairro da Consolação, começou a ser utilizada em 1899. O terreno pertencia à Dona Veridiana Prado, e era alugado. Em 1906, os primos William Fox Rule e Charles Miller ajudaram o filho de Dona Veridiana, Eduardo Prado, a fugir do Brasil para evitar uma prisão por problemas políticos. Em troca, a matriarca da família Prado vendeu o terreno por um preço especial.
O SPAC, porém, não vive somente do futebol, e é considerado o clube que introduziu os jogos de rúgbi, hóquei sobre grama, squash e badminton no Brasil. Também foi um dos primeiros lugares onde se jogou tênis. Vários sócios do SPAC, entre eles Charles Miller, também foram conselheiros em 1924 da recém fundada Federação Paulista de Tênis.

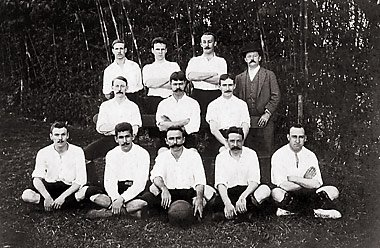
SPAC com Charles William Miller no centro (ca. 1905)

Em 1928, com o grande aumento de associados, o clube obteve a concessão de um grande terreno da São Paulo Railway em Pirituba. Quando, em 1947, o governo federal encampou (com a criação da EFSJ) a "Ingleza", como era chamada a ferrovia, o clube teve que deixar Pirituba. A Diretoria então comprou um grande terreno da Light, no bairro de Veleiros, na Represa de Guarapiranga, onde hoje fica sua sede campestre e esportiva.

## Títulos

### Futebol
- Campeonato Paulista: 4 (1902, 1903, 1904, 1911)

### Rugby
- Campeonato Brasileiro: 13 (1964, 1965, 1966, 1967, 1968, 1969, 1974, 1975, 1976, 1977, 1978, 1999, 2013)[13]
- Copa do Brasil: 2 (2005, 2008)[13]
- Campeonato Paulista: 4 (1977, 1978, 1984, 1999)[13]